# منتخب جمهورية أيرلندا تحت 19 سنة لكرة القدم للسيدات
منتخب جمهورية أيرلندا تحت 19 سنة لكرة القدم للسيدات (بالإنجليزية: Republic of Ireland women's national under-19 football team)‏ هو ممثل جمهورية أيرلندا الرسمي في المنافسات الدولية في كرة القدم للسيدات
.

## وصلات خارجية
- الموقع الرسمي